# 大田原晴清
大田原 晴清（おおたわら はるきよ）は、安土桃山時代から江戸時代前期にかけての武将・大名。下野大田原藩の初代藩主。

## 生涯

### 大田原氏の独立
永禄10年（1567年）、大田原綱清の子として誕生した。天正13年（1585年）、那須資晴と宇都宮国綱との戦いである薄葉ヶ原の戦いで父・綱清や弟・増清と共に参じたのが初陣である。
天正18年（1590年）に大田原氏の家督を継ぐ。同年の小田原征伐に参じるため駿河国沼津で豊臣秀吉に謁見した際には、弟・増清が既に秀吉と謁見を済ませていたこともあって、主君・那須資晴が所領を没収され、他の那須七騎の諸氏も減封処分を受ける家が出る中で、大田原氏は7,100石の所領を安堵された。この時に秀吉より備前国勝光・宗光両作の太刀を賜ったことから備前守を称した。
小田原落城後は、降服した成田氏長の忍城接収の任を浅野長政に属して務めた。戦後、晴清は遅参の罪を問われて所領を没収された那須氏の再興を願い出るため、資晴の息子・資景（藤王丸）を伴い、奥州仕置の中途で大田原城に着陣した秀吉に陳謝し、その甲斐あってか資景は新たに秀吉から5,000石を与えられ、那須氏は小さいながらも領主として復活することが出来た。
文禄元年（1592年）の文禄の役の際には、名護屋城まで出陣したが渡航はしなかった。

### 関ヶ原の戦い
慶長5年（1600年）、関ヶ原の戦いでは東軍に属し、上杉景勝の所領の様子を諜報し徳川家康に報告を入れている。同年6月には石川重次・内藤忠清らを奉行とした雑兵1,000人余りを大田原城に迎え、陸奥国境の城郭修造の任にあたった。この時、徳川秀忠から境目の往来禁制のことも重ねて申し付けられている。さらに同月、援軍として皆川隆庸・服部正成らが大田原城に入り、長筒の大砲10挺が配備された。
7月24日には大関資増・伊王野資信らと共に下野国小山に参じ家康に謁見。上杉景勝南進の際には大田原城に籠城するよう申し付けられ、家康から正恒の太刀と黄金100両、秀忠から金熨斗付きの長船師光の刀を与えられた。8月25日には家康より書状で景勝が人数を出すに及んだ時は、速やかに注進することを命じられている。
関ヶ原の戦いで家康率いる東軍が勝利した後には、下野森田に800石を加増され7,900石に加増。慶長6年（1601年）7月に服部正成が大田原城を去る際には対上杉用の備えとして持ち込まれた徳川軍の大砲10挺のうち3挺がそのまま大田原城に与えられた。
慶長7年（1602年）7月には関ヶ原で西軍に属して改易された陸奥の相馬義胤の居城であった相馬中村城の守備に弟・増清と共にあたり、同年12月25日に下野芳賀郡・那須郡、陸奥磐城郡に4,500石を加増され、合わせて1万2,400石を領する大名となり、大田原藩を立藩した。

### 江戸時代
慶長19年（1614年）9月に安房国の里見忠義が改易された際には一族と共に館山城の接収を行い、同城の守衛として暫く入った。また同年冬からの大坂冬の陣では徳川方として本多正信に属して参陣し、翌年の大坂夏の陣でも本多正信に属して戦い敵の首を70個挙げた。
元和3年（1617年）には徳川秀忠の上洛に近従し、京から戻った後の8月から12月まで駿府城の城番を務めた。元和8年（1622年）に出羽国の最上義康が改易された時も弟・増清と共に同年の9月から10月まで山形城に入って守備にあたっている。
元和9年（1623年）にも秀忠の上洛に供奉。寛永2年（1625年）に従五位下叙任。寛永4年（1627年）3月には酒井直次と共に陸奥二本松城の城番を務めた。
寛永8年（1631年）、江戸で病死した。享年65。家督は長男の政清が継いだ。

## 系譜
父母
- 大田原綱清（父）
- 角田源左衛門の娘（母）

正室
- 那須資貞の娘

子女
- 大田原政清（長男）生母は正室
- 大田原資清
- 福原資盛室
- 大田原延清室
- 大田原政継室
- 岡本義政室